# Бихор (планина)
Вижте пояснителната страница за други значения на Бихор.
Планината Бихор (на румънски: Munţii Bihorului) е планински масив в западния, централен участък на Западнорумънските планини (Апусени), в северозападната част на Румъния. Простира се на протежение от 80 km и ширина до 35 km между реките Кришул-Репеде (десен приток на Кьорьош) на север и Кришул Алб (лява състамяща на Кьорьош) на юг. На запад седловина висока 632 m я свързва с планината Кодру, на югоизток седловина висока 755 m – с планината Металифери, на изток седловина висока 1330 m – с планината Джилъу, а на северозапад долината на река Яд я отделя от ниската планина Пъдуря-Краулуй. Най-високата точка е връх Куркубата Маре (1849 m), която също така е и най-високата точка на целите Западнорумънски планини. Изградена е от кристалинни шисти и гранити, мезозойски пясъчници, конгломерати, глинести шисти и варовици, в които има силно развити карстови форми. В релефа на планината преобладават хребетите и ридовете със заоблени и хълмисти била. Склоновете ѝ са силно разчленени от дълбоки речни долини, сипеи и каменопади. Има няколко угаснали вулкана. От планината Бихор водят началото си реките Кришул Алб и Кришул Негру (лява и дясна съставящи на Кьорьош), Кришул-Репеде, Сомешу Мик (лява съставяща на Сомеш и Ариеш (десен приток на Муреш. Склоновете ѝ са покрити с широколистни и иглолистни гори. Разработват се находища на железни руди и боксити.